# From Mighty Oaks
From Mighty Oaks è un disco di Ray Thomas, flautista e voce del gruppo rock inglese dei Moody Blues, pubblicato nel 1975.

## Tracce
1. From Mighty Oaks
2. Hey Mama Life
3. Play It again
4. Rock-A-By baby Blues
5. High Above My Head
6. Love Is The Key
7. You Make Me Feel Alright
8. Adam and I
9. I Wish I Could Fly